# Max Seidel (Kunsthistoriker)
Max Seidel (* 9. Februar 1940 in Basel) ist ein Schweizer Kunsthistoriker. Von 1993 bis 2005 war er Direktor des Kunsthistorischen Institutes in Florenz.
Seidel studierte Kunstgeschichte in Basel und Florenz. Er promovierte 1967 in Basel über die Beziehungen zwischen mittelitalienischer und nordfranzösischer Kunst und habilitierte sich 1973 in Zürich. Von 1973 bis 1979 war Seidel Universitätsdozent in Zürich. Von 1979 bis 1982 hatte er eine Professur in Göttingen inne. Von 1982 bis 1993 war er Ordinarius und Direktor des Kunsthistorischen Institutes der Universität Heidelberg, von 1993 bis 2005 war er Direktor des Kunsthistorischen Institutes in Florenz, das seit 2002 ein Institut der Max-Planck-Gesellschaft ist, an dem er seitdem Direktor Emeritus ist. 2005 wurde er Ehrenbürger der Stadt Florenz.
Seidel forschte unter anderem über die Bildhauer Nicola und Giovanni Pisano, über Simone Martini, Ambrogio Lorenzetti und Luca Signorelli und initiierte zusammen mit Peter Anselm Riedl ein Projekt zur vollständigen Inventarisierung und kunsthistorischen Erschließung der Sieneser Kirchen.

## Veröffentlichungen (Auswahl)
- La scultura lignea di Giovanni Pisano. Ed. Edam, Florenz 1971.
- Arte italiana del Medioevo e del Rinascimento, 2 Bde. Marsilio, Florenz 2003.
- Padre e figlio: Nicola e Giovanni Pisano. Marsilio, Venedig 2012.
- (gemeinsam mit Serena Calamai) Ambrogio Lorenzetti: I capolavori delle Gallerie degli Uffizi. Giunti, Florenz u. Mailand 2022.